# Philodromus angulobulbis
Philodromus angulobulbis es una especie de araña cangrejo del género Philodromus, familia Philodromidae. Fue descrita científicamente por Szita & Dmitri Viktorovich Logunov en 2008.